# Krstićevo
Krstićevo es una población rural de la municipalidad de Crna Trava, en el distrito de Jablanica, Serbia.

## Demografía
Hasta 2011 la población era de 21 habitantes.